# Rayon vert
Pour les articles homonymes, voir Rayon vert (homonymie).

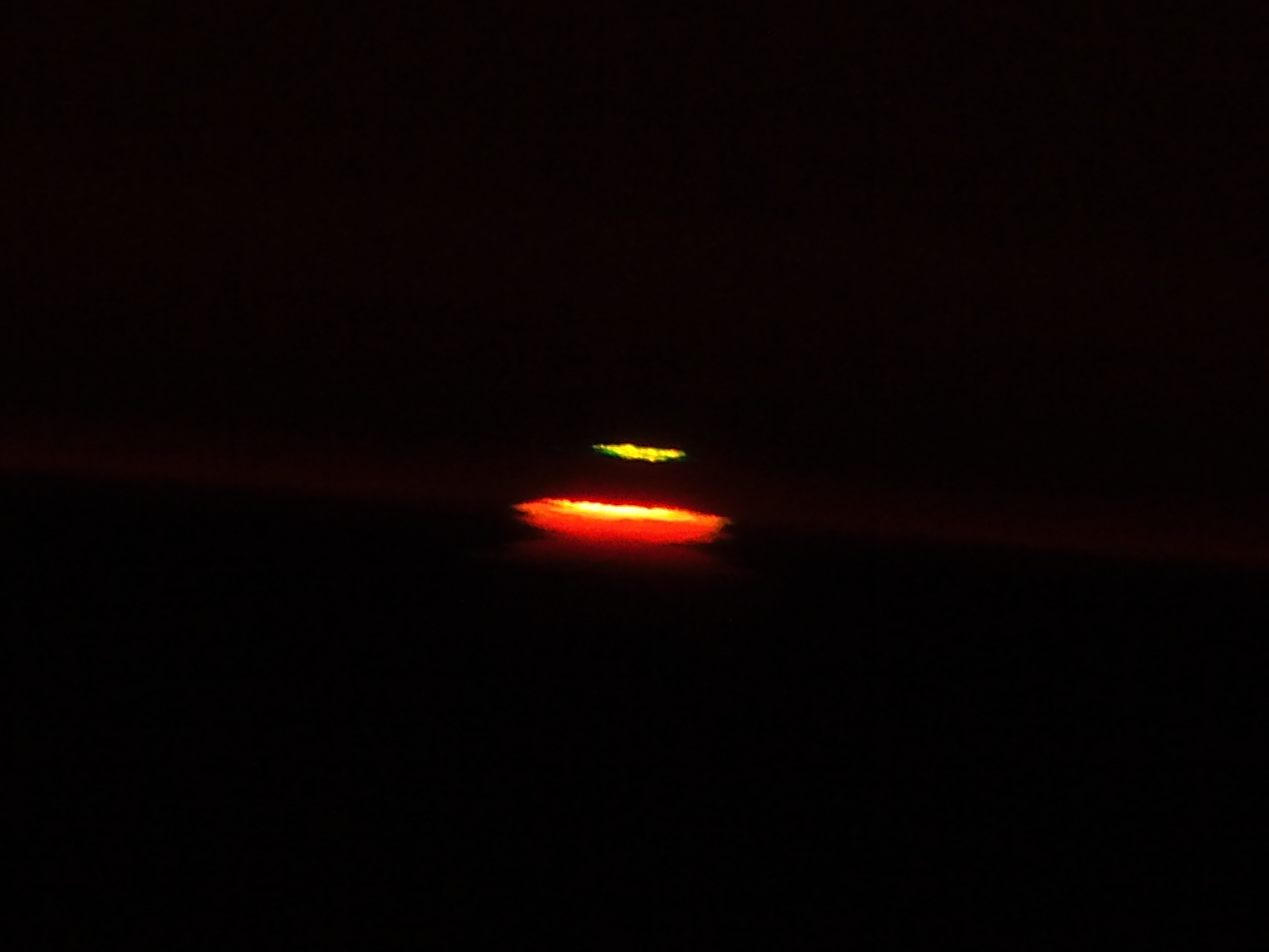
Rayon vert observé le 14 novembre 2013 à l’observatoire de La Silla (ESO).

Le rayon vert,,,,, flash vert, ou encore éclair vert (par calque[réf. nécessaire] de l’anglais green flash) est un photométéore rare qui peut être observé au lever ou au coucher du soleil et qui prend la forme d’un point vert visible quelques secondes au sommet de l’image de l’astre tandis qu’il se trouve en grande partie sous l’horizon. Un tel phénomène peut également être observé avec la Lune,.

## Observation
Pour observer le rayon vert, le ciel doit être clair et dégagé de poussières et de particules. La présence d’un anticyclone facilite également l’observation du phénomène grâce à une haute pression (donc une densité d’air plus importante). Enfin, la ligne d’horizon doit être lointaine, pour que les rayons solaires traversent la plus grande distance d’atmosphère possible avant d’atteindre l’observateur. Pour toutes ces raisons, le rayon vert s’observe au mieux à basse altitude, là où l’horizon est dégagé, par exemple devant un océan.
Pour prolonger le temps d’observation, on peut commencer celui-ci en étant en position assise, puis, lorsque le rayon apparaît, on se lève lentement. Pour éviter un éblouissement dû aux dernières lueurs jaunes ou rouges, ce qui peut donner l’impression de voir un faux rayon vert par contraste, il faut tourner le dos au soleil et se retourner au dernier moment.

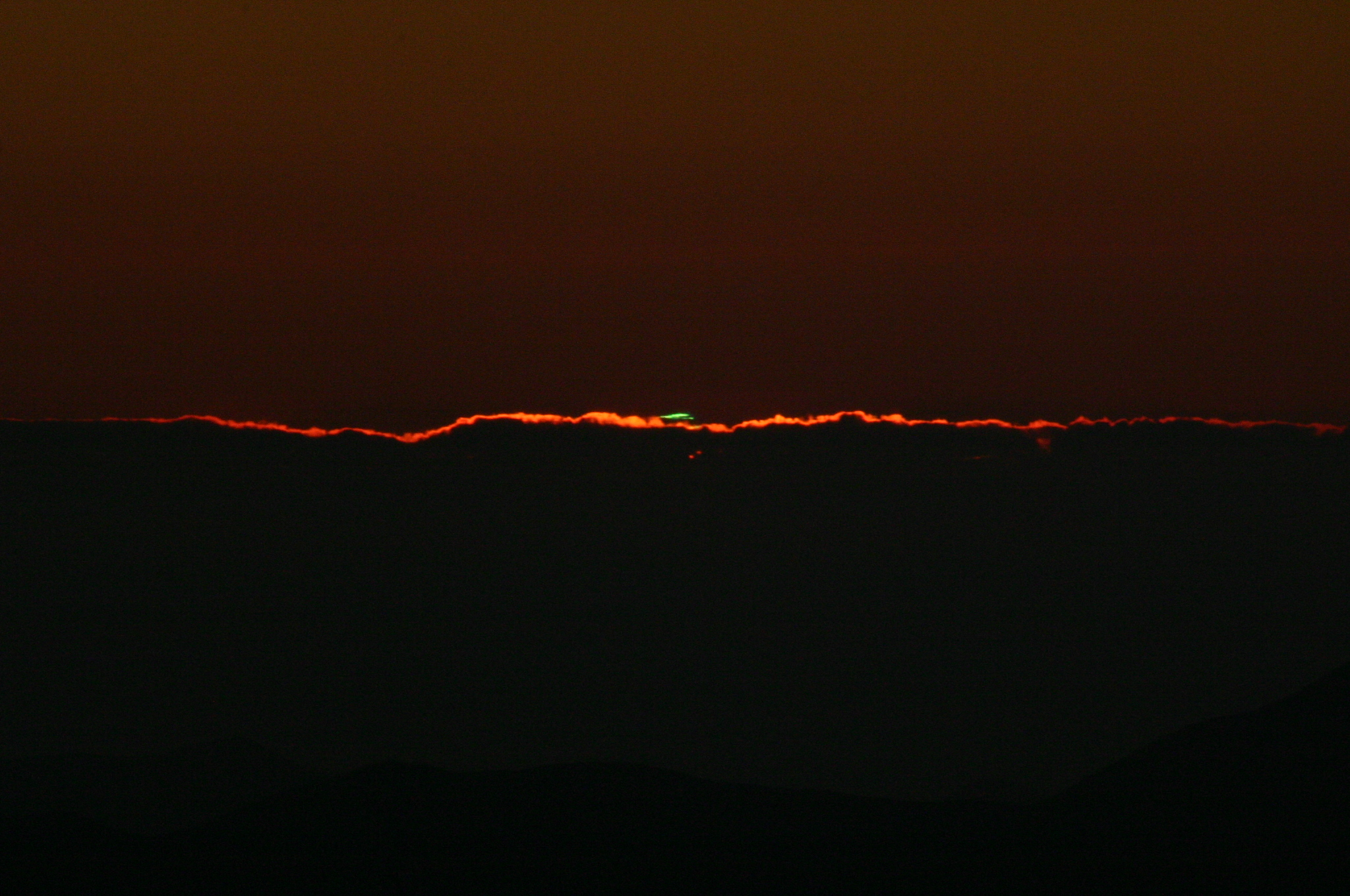
Rayon vert observé le 15 octobre 2005 à l'Observatoire de La Silla (ESO).
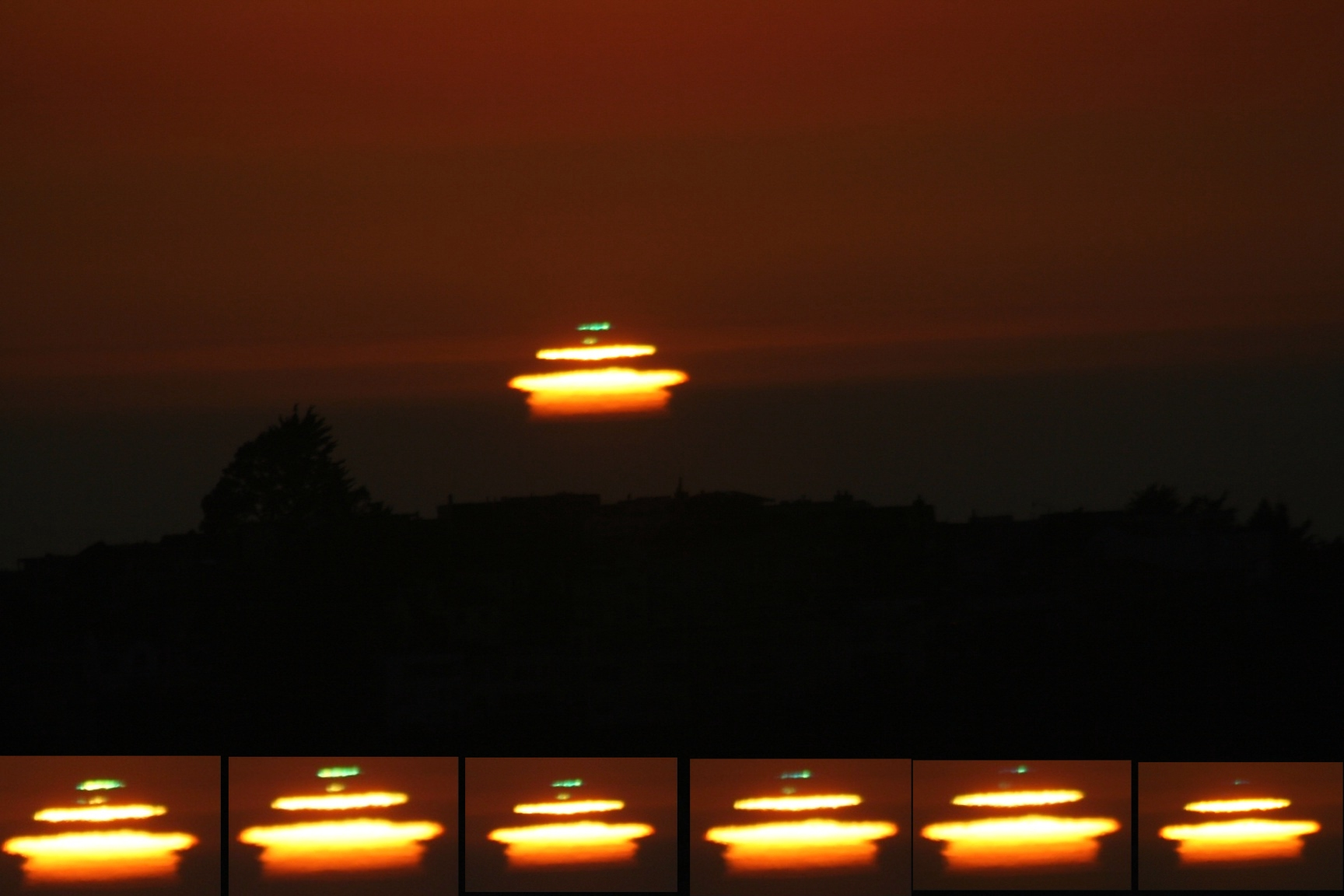
Rayon vert observé à San Francisco le 17 septembre 2006.
Rayon vert lunaire observé au VLT, au Cerro Paranal à 2600 mètres d'altitude dans le désert d'Atacama, au Chili.
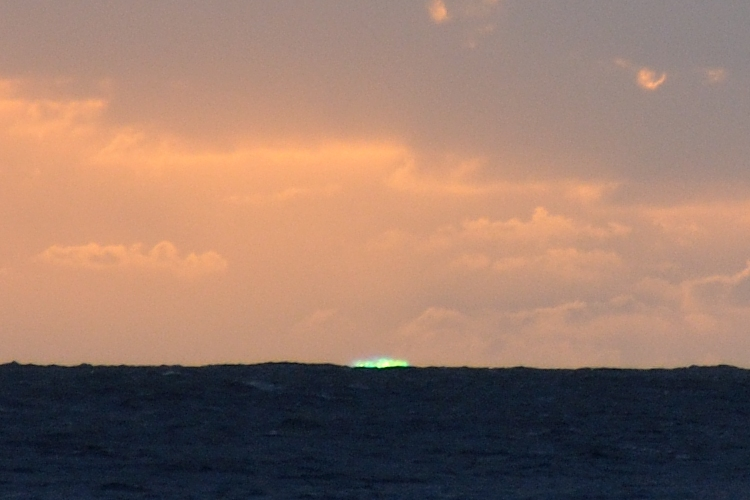
Rayon vert observé à Union (île des Antilles) le 28 novembre 2013.

Il existe plusieurs types de rayons verts liés à différents phénomènes optiques. Certains d’eux sont décrits ci-dessous :
| Type                   | Caractéristiques | Conditions | Meilleur endroit pour l’observer |
| Flash mirage inférieur | « Dernier rayon » du soleil, ovale, aplati sur le dessus ; dure 1 ou 2 secondes | La surface du sol doit être plus chaude que l’air environnant                                                          | Proche du niveau de la mer |
| Flash en Faux-Mirage   | Le soleil semble se découper en plusieurs parties (indentations) qui semblent s’affiner vers le sommet jusqu’à arriver à un point à l’extrémité haute du soleil ; dure 1 ou 2 secondes | Inversion de la couche atmosphérique sous le niveau des yeux ; la surface du sol est plus froide que l’air environnant | Plus on est haut, mieux on le voit ; le flash est le plus évident juste au-dessus de l’inversion                                                         |
| Sub-duct flash         | La partie haute et large d’un soleil en forme de sablier devient vert pendant une quinzaine de secondes                                                                                | L’observateur doit être sous une forte inversion atmosphérique                                                         | Dans un intervalle d’une hauteur comprise entre la ligne horizontale formée par la basse atmosphère et le sol (peut arriver à n’importe quelle altitude) |
| Rayon vert             | Un rayon de lumière verte peut être vu juste après le coucher du soleil ; il est généralement vu sur quelques degrés et dure plusieurs secondes                                        | L’air doit être brumeux et un flash vert doit servir de source de lumière                                              | Au niveau de la mer |

La majorité des rayons ou flashs observés sont des flashs en mirage inférieur ou en faux-mirage, les autres ne représentant qu’1 % des cas. Certains ne sont pas listés dans la table ci-dessus comme le flash de dessus de nuage (vu quand le soleil se couche dans un brouillard maritime ou dans des cumulus distants les uns des autres) et ne sont pas encore bien compris.

## Explication du phénomène
Le rayon vert est un phénomène optique atmosphérique produit par la conjonction de deux phénomènes différents. La réfraction atmosphérique étant plus ou moins marquée suivant les longueurs d’onde, la partie rouge du spectre de l’astre à l’horizon est moins réfractée que la partie verte et bleue du spectre électromagnétique visible. Les rayons rouges sont alors soit cachés sous l’horizon, soit au ras du sol.
Dans le même temps, la diffusion de Rayleigh atténue la partie bleue du spectre visible. Seuls les rayons verts atteignent alors l’œil de l’observateur.

## Rayon vert de la cathédrale de Strasbourg

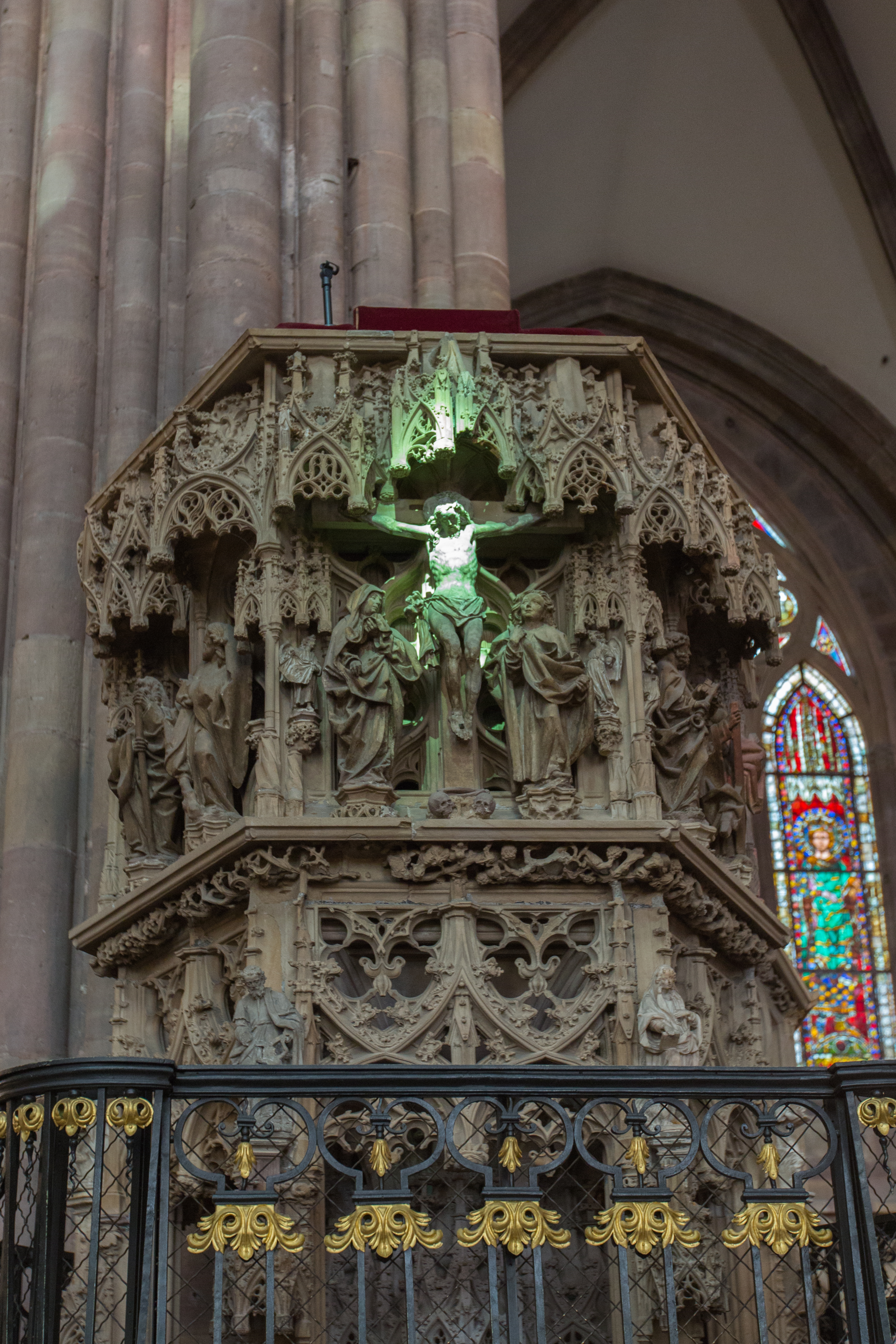
Cathédrale de Strasbourg (France)
Le Rayon vert sur le dais surplombant le Christ à au printemps et à à l’automne.

Certains parlent de « rayon vert » pour désigner un phénomène optique qui se produisait aux équinoxes dans la cathédrale Notre-Dame de Strasbourg qui projetait sur la chaire une tache verte. Cet éclairage était produit par les rayons du soleil passant par une pièce d’un vitrail du triforium méridional représentant le patriarche Juda. Le vitrail à l’origine de ce rayon vert date de 1875, mais les premières mentions de ce rayon vert sont très postérieures,. Le phénomène sous sa forme observée remontait en fait à une restauration faite entre 1950 et 1971. En 2022 et vraisemblablement à la demande du clergé local, la DRAC de Strasbourg a apposé une patine réversible sur le verre transparent du pied de Juda, supprimant ainsi provisoirement ce phénomène. Une action en justice pour le rétablissement du rayon vert a été engagée. L'affaire est à l'instruction à la Cour Administrative d'Appel de Nancy.

## Dans les arts
- Le Rayon vert, roman de Jules Verne de 1882, où l’héroïne cherche à observer ce phénomène atmosphérique. Les causes possibles que l’auteur avance sont cependant inexactes, le phénomène n’étant pas dû à une illusion d’optique mais à la réfraction de la lumière dans l’atmosphère.
- Le Rayon vert, roman de Michel Dard (1941).
- Le Rayon vert, installation de Marcel Duchamp réalisée pour l’Exposition internationale du surréalisme en 1947 à la Galerie Maeght à Paris (œuvre perdue, documentée par la photographie)[16].
- Le Rayon vert, film d’Éric Rohmer de 1986 dont la dernière scène permet précisément d’observer un tel phénomène.
- The Green Ray, film de Tacita Dean, 2001, dans lequel elle a filmé l'insaisissable rayon vert sur la côte ouest de Madagascar.
- Le Rayon vert est une chanson de Julien Ribot parue en 2021 sur l’album "Do you feel 9?" (December Square/Neon Juju Records).
- Rayon vert, chanson de Mylène Farmer et AaRON sortie en 2022 sur l'album L'emprise.
- Le Rayon vert (bande dessinée, 1987 et 2009), album de Frédéric Boilet paru aux Impressions nouvelles où le phénomène du rayon vert joue un rôle essentiel.
- Moment vert, poème de Victor Segalen paru dans le Cahier de l’Herne Segalen, 1998.
- Une légende associe le rayon vert au passage du monde des morts au monde des vivants, comme illustré dans le film Pirates des caraïbes : Jusqu’au bout du monde[17] (2007).
- Le personnage principal du roman court La Millième Nuit écrit par Alastair Reynolds a passé énormément de temps à chercher à être témoin d'éclats verts.